# 藤田隆三郎
藤田 隆三郎（ふじた たかさぶろう、1856年6月4日（安政3年5月2日） - 1930年（昭和5年）12月27日）は、日本の法律家。東京大学法学部卒業（1878年）。英吉利法律学校（中央大学の前身）の創立者の一人。名古屋控訴院長、中京法律専門学校初代校長等を務めた。位階および勲等は正三位・勲二等。父は宇和島藩士・藤田敏興。

## 略歴
宇和島藩伊達家に代々仕える中堅武士の家に生まれ、早くに母をコレラで亡くし、父と兄は藩の仕事のため宇和島を離れていたため、姉と二人で暮らし、藩内演武場に設けられた英蘭学稽古場で三瀬周三に英語を学んだほか、山鹿流の兵学も学ぶ。
維新後、本格的に英語を習うため1869年に父に連れられ大阪に出て、大阪運上所長だった同郷出身の土居通夫を介して英国領事館通訳の蔡慎吾宅に寄寓し、同じく通訳官であったウィリアム・ジョージ・アストンから英語を習いはじめ、アストンの東京英国公使館転勤に伴って上京。1870年にアストンが休暇で帰国する際に同伴を願い出て了承され、武士の許可証発行には時間がかかるとして宇和島城下商人の身分で許可を得て渡欧。アストンの故郷アイルランドのベルファーストで新婚のアストン夫妻宅に寄寓して2年ほど通学したのち、ロンドンに転居し、イギリスの鉄道を調査していた小室信夫の下で関係法規の調査にあたる仕事を得たが、持ち前の短気が災いして失職し、1874年正月に帰国、開成学校入学。帰国時に持ち帰ったカードが開成学校で流行し、その後日本中で「トランプ」として普及した。
1878年、東京大学法学部卒業。司法省出仕を振り出しに横浜、神戸、熊本を転任後、1883年広島控訴院に転じ、翌年外務省に転官して権少書記官となり、1885年には英吉利法律学校の創立に関わる。1886年再び司法省に戻り、控訴院評定官、東京控訴院判事に任命される。

## 経歴
- 1889年（明治22年）1月4日 - 第一期東京重罪裁判陪席ヲ命ズ[5]
- 1890年（明治23年）8月16日 - 任 陪審裁判所判事[6]
- 奈良地方裁判所判事
- 1894年（明治27年）1月16日 - 補 大阪控訴院部長[7]
- 名古屋控訴院長判事
- 1900年（明治33年）5月16日 - 判事検事第二回登用試験委員ヲ命ズ[8]
- 1903年（明治36年）1月17日 - 判事検事第二回登用試験委員長ヲ命ズ[9]
- 退官後は宗教家となる[10]。
- 1930年（昭和5年）12月27日 - 薨去。

## 栄典
位階
- 1885年（明治18年）7月25日 - 正七位[11]
- 1886年（明治19年）7月8日 - 従六位[12]
- 1908年（明治41年）4月20日 - 正四位[13]
- 1913年（大正2年）4月22日 - 従三位[14]

勲章等
- 1910年（明治43年）6月24日 - 勲二等瑞宝章[15]

## 著書
単著
- 『万国公法講義・万国公法判決例』（1890年、水交社）
- 『万国公法 附・判決例』（1891年、岡島宝玉堂）
- 『海上万国公法』（1894年、博文館）
- 『万国公法 巻2(始戦論)』（1895年、岡島宝玉堂）
- 『国際公法』（1901年、岡島書店）

共著
- 『憲法通釈: 神宮皇学館教科用書』（1902年、湊憲義、大蔵将英共著）